# Siglo XX

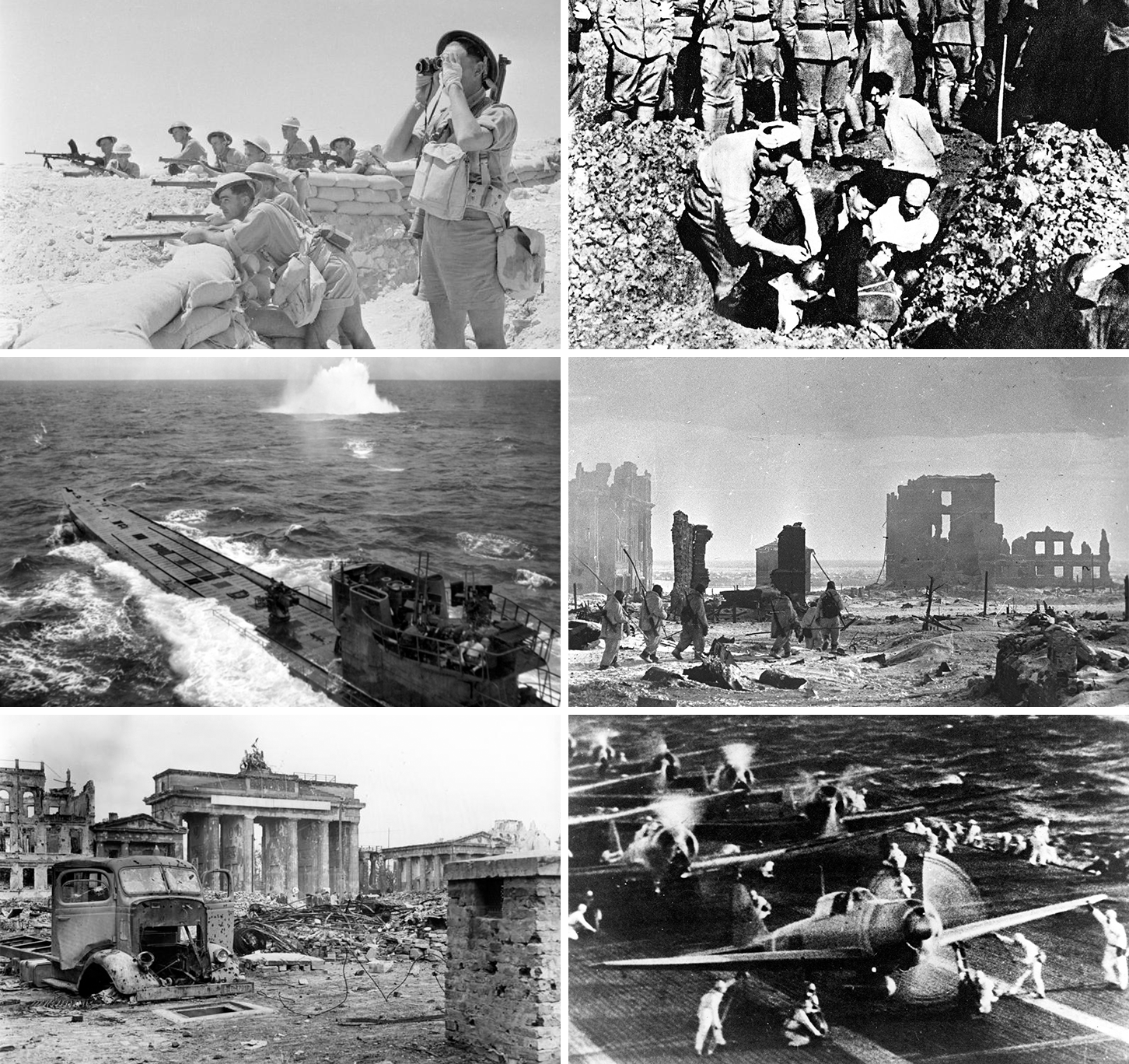
La Segunda Guerra Mundial (1/9/1939-9/8/1945) fue el mayor conflicto de la historia de la humanidad e involucró a casi todos los países existentes en aquella época.

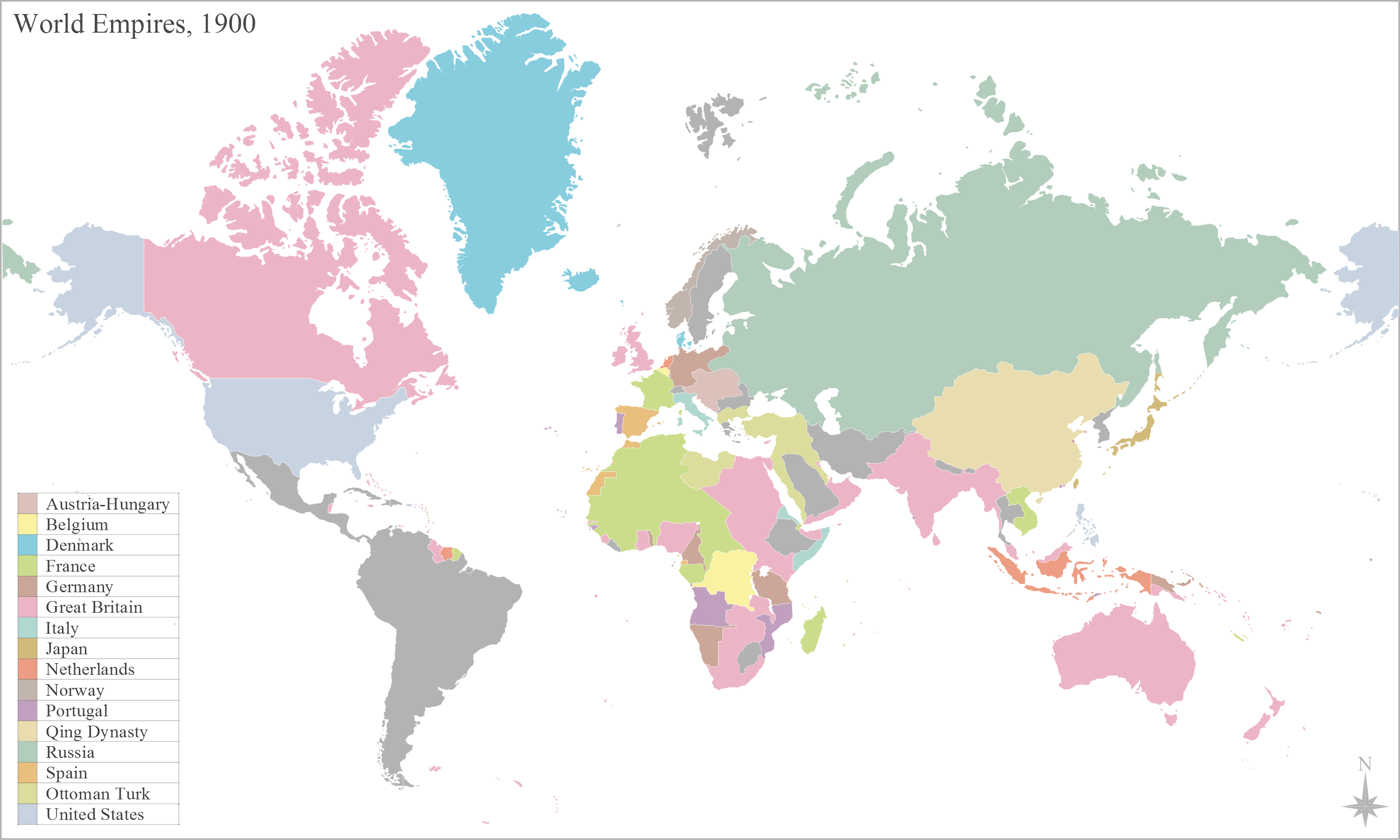
Imperios coloniales en el año 1900.

Mapa de los países en el año 1999.

El siglo XX d. C. (siglo veinte después de Cristo) o siglo XX e. c. (siglo veinte de la era común) es el siglo anterior al actual; fue el último siglo del II milenio en el calendario gregoriano. Comenzó el 1 de enero de 1901 y terminó el 31 de diciembre de 2000. Es llamado el «siglo de la vanguardización».[cita requerida]
El siglo XX se caracterizó por los avances de la tecnología, medicina, y ciencia, la disminución de la esclavitud en los llamados países subdesarrollados, la liberación de la mujer en la mayor parte de los países occidentales; pero más que todo por el creciente desarrollo de la industria, convirtiendo a varios países, entre ellos Estados Unidos, en potencias mundiales. También el siglo se destacó por las crisis y despotismos humanos en forma de regímenes totalitarios, que causaron efectos tales como las guerras mundiales, el genocidio y el etnocidio, las políticas de exclusión social y la generalización del desempleo y de la pobreza. Como consecuencia, se profundizaron las desigualdades en cuanto al desarrollo social, económico y tecnológico y en cuanto a la distribución de la riqueza entre los países, y las grandes diferencias en la calidad de vida de los habitantes de las distintas regiones del mundo.
Al hacer balance de esta centuria, Walter Isaacson, director gerente de la revista Time declaró: «Ha sido uno de los siglos más sorprendentes: inspirador, espantoso a veces, fascinante siempre».[cita requerida]
Según Gro Harlem Brundtland, ex primera ministra de Noruega, se trata de «un siglo de grandes progresos, y, en algunos lugares, crecimiento económico sin precedentes», si bien las zonas urbanas míseras afrontaron un lúgubre panorama de «hacinamiento y enfermedades generalizadas vinculadas a la pobreza y al ambiente insalubre».[cita requerida]
A inicio del siglo XX, América enfrentaba importantes cambios. Los países se habían insertado definitivamente en el sistema mundial y estaban dedicados a la producción y exportación de materias primas como alimentos y metales y también a importar manufacturas de los países industrializados.
El Imperio británico (que dominaba una cuarta parte del planeta y de sus habitantes), varios imperios europeos, el Imperio chino de la Dinastía Qing y el Imperio otomano controlaban gran parte del mundo en los albores del siglo XX. Mucho antes de finalizar el siglo, tales imperios habían quedado relegados a los libros de historia. Al final del siglo, tras la disolución de la Unión Soviética, el primer y mayor Estado socialista, Estados Unidos de América quedó como la única superpotencia mundial.

## Acontecimientos

### Años 1900

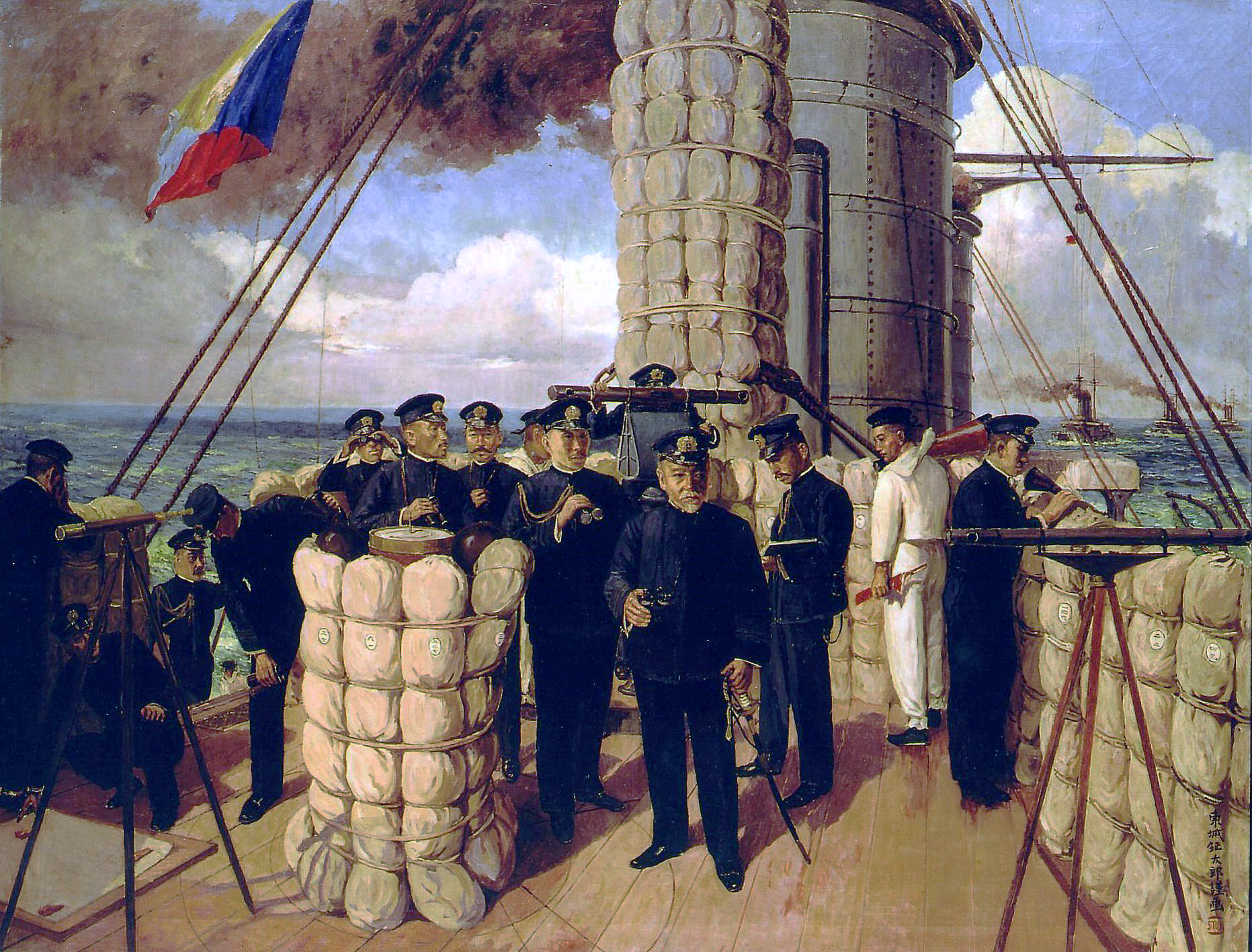
Batalla de Tsushima en la guerra ruso-japonesa

El siglo xx se inicia en medio de grandes adelantos, entre los cuales el automóvil ocupa un lugar destacado. En América Henry Ford adelantó una verdadera revolución en el sistema de producción en cadena industrial que puso a prueba con la fabricación de su Modelo T. El 17 de diciembre de 1903 los hermanos Wright se convirtieron en los primeros en realizar un vuelo en un avión controlado, no obstante algunos afirman que ese honor le corresponde a Alberto Santos Dumont, que realizó su vuelo el 13 de septiembre de 1906. El avión se convertiría en uno de los más importantes inventos no solo de este siglo sino de la historia en general. En 1905, la guerra ruso-japonesa enfrentó al Imperio del Japón con el imperio de los zares de Rusia. El fin de la guerra dio como vencedor a Japón para la sorpresa del mundo occidental. La nación asiática se convirtió de facto en una nueva potencia mundial. En Rusia surge la revolución rusa de 1905, que se convertiría en la precursora de la que sucedió en 1917 y acabó provocando la caída del imperio ruso. El Imperio alemán o Segundo Reich comenzó a forjarse en torno a Prusia de una manera clara desde el reinado de Federico II el Grande y se consolidó de manera definitiva en las últimas décadas del siglo xix, gracias al impulso dado por Otto von Bismarck. En los primeros años del siglo xx, la situación de Alemania dentro de Europa había alcanzado una posición demasiado crucial para los intereses de las demás potencias. Especialmente, Reino Unido y Francia veían amenazados muchos de sus intereses, lo que las llevó a suscribir la llamada Entente cordiale, ya que el desarrollo industrial y militar de Alemania se presentaba difícil de igualar por el conjunto de las naciones europeas. Además, este ímpetu de Prusia condujo a la Casa de Austria (Imperio austrohúngaro) a perder progresivamente su condición de potencia continental. La Conferencia de Algeciras consigue evitar que estalle una gran guerra entre las potencias europeas. En 1902 finaliza la segunda Guerra de los Bóer con la victoria inglesa y con la utilización masiva de campos de concentración por parte de estos. También ese año finaliza la guerra filipino-estadounidense con la victoria estadounidense, provocando la muerte del 10 % de la población filipina de la época (se habla de genocidio filipino) y convirtiéndose en la primera guerra de liberación nacional del siglo xx. Algunos países obtienen la independencia como Australia (del Imperio británico, 1901), Cuba (de EE. UU., 1902), Panamá (de Colombia, 1903), Noruega (de Suecia, 1905) y Bulgaria (del Imperio Otomano, 1908). En 1905 el científico alemán Albert Einstein formula la Teoría de la relatividad, una de las más famosas de la historia.
El siglo XX fue un período histórico apasionante y lleno de eventos significativos. Desde el punto de vista militar, comenzó con movimientos como la anexión de Filipinas por parte de Estados Unidos en 1902 y la victoria de Japón sobre Rusia en la guerra ruso-japonesa en 1905. Hubo un rápido crecimiento industrial en Alemania y una expansión colonial liderada principalmente por Francia y el Reino Unido.
En la esfera económica y científica, la Revolución Industrial del siglo XIX sentó las bases para un progreso acelerado en diversas áreas del conocimiento durante el siglo XX. Hechos importantes incluyen la producción en cadena de Henry Ford, el avance en la industria automotriz y el desarrollo del avión por los hermanos Wright y Alberto Santos Dumont. En 1905, Albert Einstein formuló su teoría de la relatividad.
En la primera década del siglo XX, ocurrieron hechos como el hundimiento del Titanic, la independencia del Tíbet y la Revolución Mexicana liderada por Emiliano Zapata. Sin embargo, todo esto fue eclipsado por la Primera Guerra Mundial, en la que las potencias aliadas, incluyendo a Estados Unidos, Japón e Italia, vencieron a las potencias centrales, resultando en importantes cambios geopolíticos y económicos.
La Revolución Rusa condujo al establecimiento del comunismo bajo el liderazgo de los bolcheviques y Lenin, seguido por Stalin. Los años 20 vieron el ascenso de fascismos en Europa, con figuras como Mussolini y Hitler ganando poder. El crack del 29 desencadenó la Gran Depresión, marcando un punto de inflexión en la economía mundial.
- 1902-1931: Alfonso XIII, rey de España.
- 1903: Separación de Panamá de Colombia.
- 1903: Los hermanos Wright realizan el primer vuelo de un avión a motor.
- 1904-1905: Guerra ruso-japonesa.
- 1905: Albert Einstein realiza su famosa Teoría de la Relatividad.
- 1906: Conferencia de Algeciras sobre Marruecos.
- 1907: Formación de la Triple Entente, que englobaba Gran Bretaña, Francia y Rusia.
- 1908: Revolución de los jóvenes turcos.
- 1908: Un meteorito cae cerca del Río Podkamennaya Tunguska en el Imperio Ruso.

### Años 1910

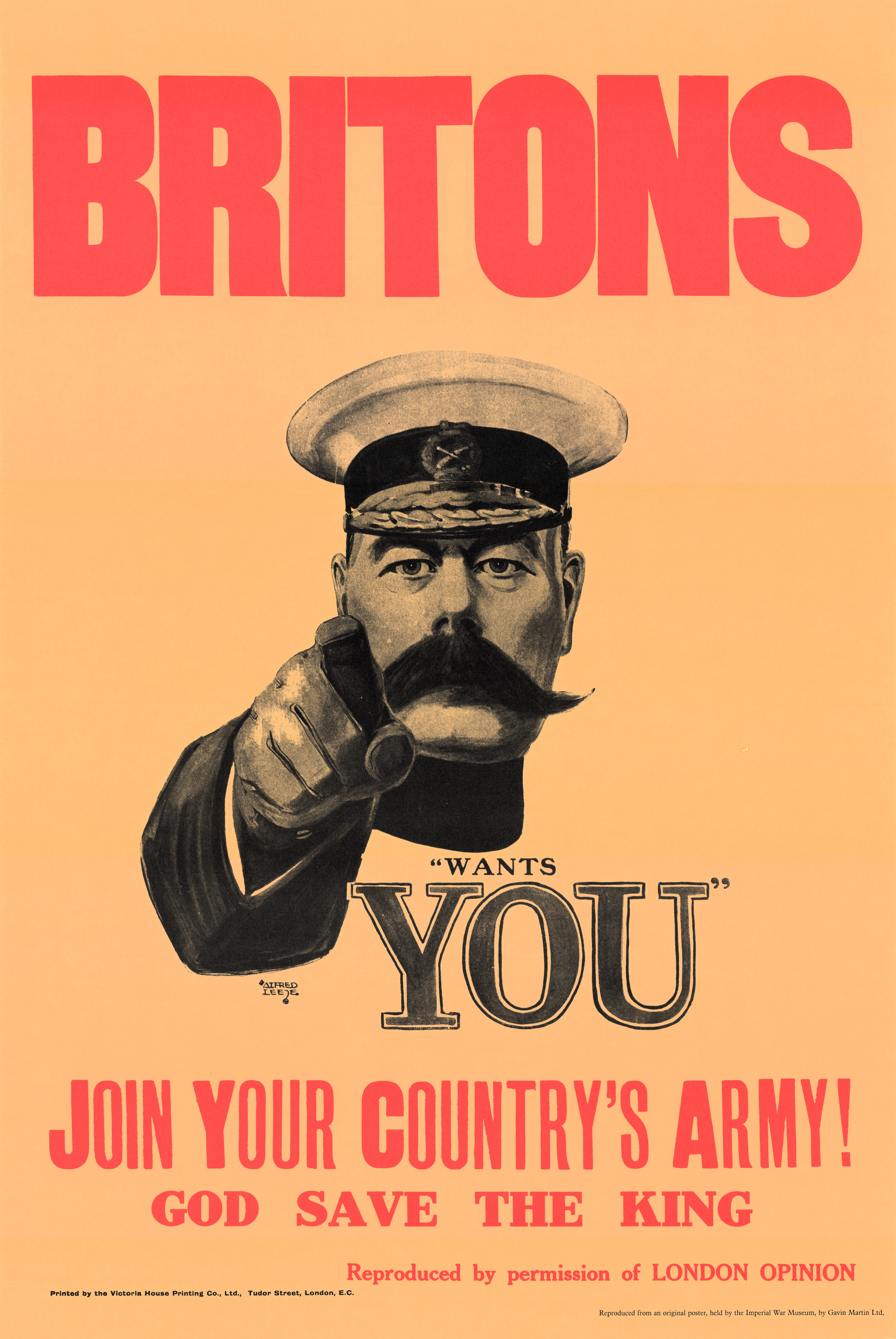
Cartel de la Primera Guerra Mundial

La política de los años 1910 se ve fuertemente afectada por el estallido de la Primera Guerra Mundial, llamada la Gran Guerra. La transición del siglo XIX al XX empieza a ser palpable, con la muerte de Victoria del Reino Unido y el fin total de la Época Victoriana, así como el comienzo del capitalismo estadounidense tras haber salido ilesos de la Primera Guerra Mundial. La Revolución Rusa, daría paso también a otra futura superpotencia mundial, la Unión Soviética. En cuanto a la sociedad, se ve en un cambio abrupto, con la aparición de vehículos particulares al alcance de cada vez más parte de la población. En cuanto a la cultura, la música clásica se empieza a desplazar para dar paso a otros estilos de música mucho más populares, que con el paso de las décadas cobrarían cada vez más importancia. En Nueva York en 1913 se construiría el edificio más alto del mundo, un complejo proyecto arquitectónico para la época, el Woolworth Building, que seguiría siendo el edificio más alto hasta los años 1930.
- 1910: Francisco I. Madero inicia la Revolución mexicana contra Porfirio Díaz.
- 1912: Inauguración y hundimiento del RMS Titanic
- 1913: Madero es derrocado y asesinado por Victoriano Huerta.
- 1913-1921: Woodrow Wilson, presidente de los Estados Unidos.
- 1913: Tíbet proclama su independencia de China.
- 1914: Comienza la Primera Guerra Mundial.
- 1914: Cae el dictador Victoriano Huerta luego de la Ocupación estadounidense de Veracruz y la Batalla de Zacatecas; se firman los Tratados de Teoloyucan, Convención de Aguascalientes y entrada triunfal de Emiliano Zapata y Francisco Villa a la Ciudad de México.
- 1915: Comienza el Genocidio Armenio.
- 1916: El Alzamiento de Pascua en Irlanda.
- 1917: Revolución rusa: toma del poder de los bolcheviques.
- 1918: Finaliza la Primera Guerra Mundial.
- 1918: Comienza la pandemia de la Gripe de 1918.
- 1919: Fundación en Moscú de la III Internacional.
- 1919: Asesinato del revolucionario Emiliano Zapata.
- 1919: Se firma el Tratado de Versalles.

### Años 1920

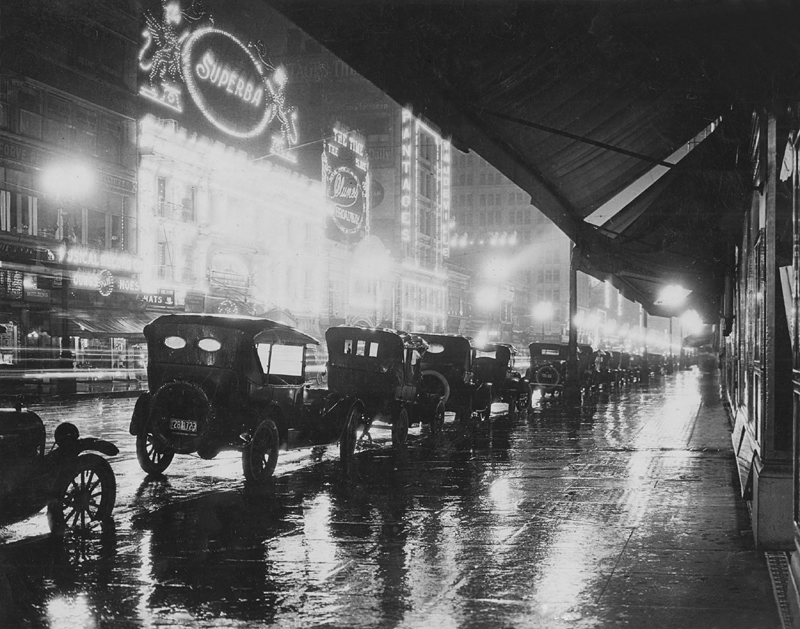
Los Ángeles (1920)

Los años 1920, supusieron el fin de la hegemonía de los estados históricos que habían existido en Europa durante siglos. Tras la Primera Guerra Mundial, Reino Unido y Francia sufrieron una gran perdida de prestigio, que le costaría volver a recuperar. En los Estados Unidos sucede el crac del 29, la mayor caída en la bolsa nunca vista, esto sucumbiría al mundo en unos años de pobreza extrema. En 1922 tras el fin de la guerra civil rusa, se formaría oficialmente la Unión Soviética, un año más tarde el Imperio Otomano caería. Los estados fascistas que emergerían sobre todo durante la década de 1930 empiezan a surgir, como la Italia fascista de Benito Mussolini, la dictadura de Primo de Rivera en España o Alejandro I en Yugoslavia. El Imperio de Japón comenzaría su dominio por toda Asia. La música sufrió un resurgimiento popular con el afloramiento de géneros como el jazz, el tango, el charlestón y otros ritmos, por otra parte en la música culta tomó relevancia el dodecafonismo y el atonalismo; especialmente en los Estados Unidos entre el breve pero intenso periodo que fue de 1923 hasta 1929, en la moda (entre las que resaltó la modista francesa Coco Chanel) las mujeres de clase alta o presumiblemente alta llegaron a usar en Occidente las primeras minifaldas así como muchas veces el corte de cabello llamado a la garçon (en francés: a lo muchacho), amplios escotes y brazos expuestos al aire libre y cierto liberalismo sexual promovido por los escritos de la antropóloga Margaret Mead entre otros (Mead se encontró influida en gran medida por sus interpretaciones de la teoría psicoanalítica inaugurada décadas antes por Sigmund Freud), también las mujeres de estratos medios y altos comenzaron a fumar tabaco en forma de cigarrillos públicamente en los países «occidentales» y occidentalizados. En pintura y escultura sobresalieron muchas veces dentro de un ambiente bohemio los vanguardismos como (en lo visual casi siempre no figurativos o de un arte figurativo muy distorsionado) el rayonismo, el orfismo, el constructivismo, el cubismo, el suprematismo, el surrealismo, el neoplasticismo (con Mondrian como principal representante); y en general la pintura abstracta así como el movimiento postexpresionista (que sin embargo pese a sus manifiestos mantenía mucho de expresionismo) caricaturesco y sarcástico llamado nueva objetividad; entre los muchos notorios artistas que surgieron o tuvieron su apogeo en esos años están los españoles Picasso, Dalí, el alsaciano Arp, el alemán Max Ernst, el suizoalemán Paul Klee, los rusos El Lisitski, Lariónov, Tatlin; los italianos Modigliani y Giorgio de Chirico, el japonés Fujita entre muchos otros.
- 1920: Inicio del movimiento no violento de Gandhi en defensa de los derechos humanos en La India.
- 1920: El presidente de México Venustiano Carranza es asesinado por el rebelde agua prietista Rodolfo Herrero.
- 1920: Finaliza la pandemia de la Gripe de 1918.
- 1921: Adolf Hitler líder del Partido Nacionalsocialista.
- 1921: Creación del Partido Comunista Chino.
- 1922: Creación de la Unión Soviética, primer estado socialista.
- 1922: Ascenso de Benito Mussolini al poder en Italia tras la Marcha sobre Roma
- 1922: Howard Carter descubre la tumba de Tutankamón.
- 1923: Fundación del seminario Time en los Estados Unidos.
- 1923: Asesinato de Pancho Villa en Parral (México).
- 1924: Fallece Lenin. Lo sucede Iósif Stalin.
- 1926: Hirohito es coronado emperador de Japón.
- 1926: Nacimiento de la televisión (John Logie Baird).
- 1926-1929: Guerra Cristera en México.
- 1927: Nacimiento de la Generación del 27.
- 1928: Alexander Fleming descubre la penicilina.
- 1928: En Ciénaga, Colombia ocurre la masacre de las bananeras.
- 1928: Asesinato de Álvaro Obregón.
- 1929: Fundación del Museo de Arte Moderno de Nueva York.
- 1929: Matanza de San Valentín contra una banda rival, iniciada por Al Capone.
- 1929: Inauguración del Monte Rushmore (Dakota del Sur).
- 1929: Caída de la Bolsa de Nueva York el Jueves Negro (Crac del 29); Gran Depresión en los Estados Unidos.
- VIH/sida (1920-1981) (Indicios de cepas en humanos).

### Años 1930
La década de 1930 está claramente influida por la crisis económica (llamada «Gran Depresión») provocada por el Crac del 29, que tuvo un alcance mundial y provocó fuertes tensiones sociales y políticas que permitieron la aparición de dictaduras como la de Hitler en Alemania, Franco en España o Metaxas en Grecia. Este surgimiento de totalitarismos acabó desembocando en una nueva guerra mundial. Alemania se desarrolla nuevamente, la economía se relanza con el impulso que le da la industria y la inversión del Estado en infraestructuras. El nuevo régimen nazi obtiene numerosos territorios sin disparar un solo tiro, frente a la cual se opone una política de apaciguamiento liderada por las democracias liberales occidentales que finalmente fracasó. El Imperio japonés se consolidaba en Asia afectando los intereses de Europa y Estados Unidos., especialmente en el Pacífico. Japón crea un «estado títere» en China bajo el nombre de Manchukuo. Por su parte Italia inicia una política de rearme militar y expansiva territorialmente que le lleva a la invasión de Etiopía. En Estados Unidos el presidente Franklin Delano Roosevelt lideró la recuperación económica del país tras la crisis provocada por la Gran Depresión de 1929. Gran Bretaña mantuvo su sistema político prácticamente inalterable, al contrario que Francia, que no logró consolidar una organización político-social fuerte y bordeó la guerra civil. Luego de su transformación en la Unión Soviética, Rusia fue escenario de hambrunas endémicas (como la hambruna ucraniana), represión política y la Gran Purga.
- 1930: Inauguración de la primera edición de la Copa Mundial de Fútbol realizada en Uruguay.
- 1931-1939: Segunda República española.
- 1931: Inauguración del Empire State Building (Nueva York).
- 1931-1941 Segunda Guerra Cristera en México.
- 1932-1933: Guerra colombo-peruana
- 1932-1935: Guerra del Chaco.
- 1933: Adolf Hitler, canciller de Alemania.
- 1933-1945: Era Roosevelt en los Estados Unidos.
- 1936: José Calvo Sotelo es asesinado por miembros del PSOE, tras esto se detona la ya cadente situación en España en la guerra civil española.
- 1936-1939: Guerra civil española.
- 1935-1936: Segunda guerra italo-etíope e Invasión de Etiopía.
- 1936: Muere fusilado el poeta español Federico García Lorca por un grupo de sublevados.
- 1937: Pablo Picasso pinta el Guernica.
- 1937-1945: Segunda guerra sino-japonesa
- 1937: Walt Disney estrena Blancanieves y los siete enanitos, primer largometraje animado.
- 1938: Batalla del Ebro en España.
- 1938: Anexión (anschluss) alemana a Austria.
- 1938: Masacre de miembros golpistas del partido nazi chileno por parte de las fuerzas policiales de Chile.
- 1939-1975: Dictadura de Francisco Franco en España
- 1939: Pacto de no agresión germano-soviético.
- 1939: Guerra fino-soviética.
- 1939: Se estrena la película Lo que el viento se llevó.
- 1939: Alemania invade Polonia, Reino Unido y Francia declaran la guerra a Alemania: comienza la Segunda Guerra Mundial.

### Años 1940
La Segunda Guerra Mundial marcó como ningún otro acontecimiento los años 1940 y el siglo en general. Al igual que en 1914, la guerra se extendió a diversos continentes, aunque este conflicto fue mucho más sangriento y modificó el mundo de una manera más radical. En 1945, al final de la guerra, Alemania había sufrido enormes pérdidas humanas y materiales, al igual que Japón. Si bien Alemania sufrió la mayor cantidad de bajas militares, fue la Unión Soviética la que sufrió el mayor número de bajas civiles. América no fue escenario de enfrentamientos significativos y los estados latinoamericanos estuvieron al margen de la confrontación, aun cuando de manera oficial apoyaron la causa de los aliados. Estados Unidos y la Unión Soviética se convirtieron en las nuevas y únicas potencias del mundo. Todas las demás antiguas potencias pasaron a un segundo nivel. La Sociedad de Naciones fue reemplazada por la ONU, que a diferencia de la anterior tuvo su sede en Nueva York y no en Europa. En 1948, se estableció formalmente el estado de Israel gracias al respaldo de Gran Bretaña y Estados Unidos. Esta nueva nación estaba conformada netamente de población judía, que en su mayoría era proveniente de Europa, donde había sufrido la persecución por parte de los nazis. Empieza el conflicto árabe-israelí. Las dos fuerzas principales de China que lucharon contra Japón, que fue su enemigo común durante la guerra, se vieron enfrentadas poco después en una guerra civil por el control del territorio. El bando comunista se vio apoyado decididamente por la Unión Soviética y el bando nacionalista, en apariencia respaldado por Estados Unidos, fue derrotado y obligado a recluirse en la isla de Formosa (actual Taiwán). La India consiguió su independencia a través de la revolución pacifista de Majatma Gandhi.
- 1940: Alemania invade Dinamarca, Noruega, Países Bajos, Bélgica y Luxemburgo.
- 1940-1945: Winston Churchill, primer ministro del Reino Unido.
- 1941: Alemania invade la Unión Soviética. Batalla de Moscú.
- 1942: Solución final: decisión nazi de deportar y exterminar a los judíos de Europa (Holocausto).
- 1942-1943: Batalla de Stalingrado.
- 1943: Levantamiento del gueto de Varsovia.
- 1944: Operaciones Overlord y Anvil: desembarcos aliados en Normandía y Provenza.
- Revolución de 1944 en Guatemala.
- 1945: Conferencia de Yalta. Ejecución de Mussolini y suicidio de Hitler. Rendición incondicional de Alemania; final de la guerra en Europa. Se inicia el Proceso de Núremberg, contra los principales jerarcas del nazismo.
- 1945: Detonación de las bombas Little Boy sobre Hiroshima y Fat Man sobre Nagasaki, Japón se rinde ante los Aliados. Final de la Segunda Guerra Mundial.
- 1945: Nacimiento del Fondo Monetario Internacional y de la Liga Árabe.
- 1945: Firma de la Carta de la Organización de las Naciones Unidas, ONU.
- 1946: Creación de la UNESCO.
- 1946: Juan Domingo Perón, presidente de Argentina.
- 1947: Tratados de paz de París.
- 1947: Plan Marshall para la reconstrucción de Europa.
- 1947: Comienza la Guerra Fría.
- 1948: Muere asesinado el pacifista Mahatma Gandhi, a manos de Nathuram Godse.
- 1948: Declaración Universal de los Derechos Humanos. Nacimiento del Estado de Israel.
- 1949: Proclamaciones de la República Federal Alemana y de la República Democrática Alemana.
- 1949: Creación del COMECON y firma del Pacto del Atlántico Norte (OTAN).
- 1949: Fundación de la República Popular de China tras el triunfo de la Revolución.
- 1949: Posesión de la Unión Soviética de la bomba atómica.

### Años 1950

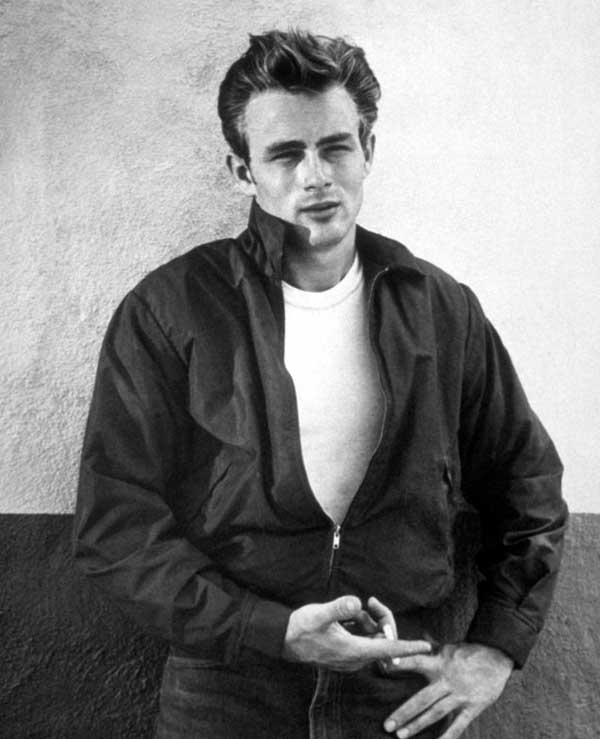
James Dean, ícono pop de los años 50.

Durante esta década, las dos superpotencias vencedoras de la Segunda Guerra Mundial, Estados Unidos y la Unión Soviética, rompieron su alianza durante la guerra y se enemistaron convirtiéndose en líderes de dos bloques: el bloque Occidental (occidental-capitalista) liderado por Estados Unidos, y el bloque del Este (oriental-comunista) liderado por la Unión Soviética y el mundo vio formarse lo que se conoció como Guerra Fría. Poco después del fin del conflicto mundial, la guerra civil en China, dio el triunfo de Mao Zedong quien instauró en la parte continental de su nación un régimen totalitario de base comunista que revolucionó al país, reconocido como República Popular China. En la década de 1950, la disputa entre los dos nuevos ejes mundiales, se intensificó notablemente con la guerra de Corea y la posterior división del país en dos estados diferentes. Se inició una carrera armamentista sin precedentes que se extendería en las siguientes décadas, así la URSS y EE. UU. se iniciaron a la carrera de un arsenal nuclear capaz de destruir todo el planeta. El proceso de descolonización iniciado después de la Segunda Guerra Mundial se intensifica y marcará esta década y las dos siguientes. Imperios como el francés o el británico se desprenden de numerosas posesiones en África, Oriente Medio y Asia. Estados Unidos vio una revolución cultural impulsada por el rápido desarrollo industrial y el consecuente fenómeno de consumismo. Alemania y Japón experimentaron una sorprendente recuperación económica en menos de dos décadas después del final de la guerra, había transformado a ambos países en potencias económicas, si bien no políticas ni militares. Por lo tanto, aunque Francia y Gran Bretaña tenían un mayor peso político, Japón y Alemania superaban a los dos países que obtuvieron la victoria en la segunda guerra e incluso su presencia en el comercio internacional superaba a la de la URSS. Un proceso de importancia capital para el futuro de Europa y el mundo se inició cuando Robert Schuman pronunció la célebre declaración homónima y que constituye el embrión de la actual Unión Europea.
- 1950: Se restablece la pena de muerte en la Unión Soviética.
- 1950: Gustavo VI Adolfo de Suecia sube al trono.
- 1950: Libia se independiza de Italia.
- 1950-1953: Guerra de Corea.
- 1950: En la Ciudad del Vaticano, el papa Pío XII declaró el dogma de la asunción de María.
- 1952: Fallece el rey Jorge VI, tras 15 años de reinado. Lo sucede su hija Isabel II.
- 1953-1961: Dwight David Eisenhower, presidente de los Estados Unidos.
- 1953: Fallece Iósif Stalin.
- 1953: Hillary y Tenzing alcanzan la cima del Everest.
- 1954: Golpe de Estado a Jacobo Árbenz en Guatemala por parte de la CIA.
- 1955: Inicio de la guerra de Vietnam.
- 1955: Se firma el Pacto de Varsovia, donde la URSS y siete estados más del bloque comunista se unen política y militarmente en contraposición a la OTAN.
- 1957: Tratados de Roma: nacimiento de la Comunidad Económica Europea (CEE).
- 1957: Incidentes raciales en Little Rock (Arkansas, Estados Unidos).
- 1958: Creación de la NASA.
- 1959: El día que murió la música.
- 1959: Triunfo de la revolución cubana.

### Años 1960
.En los años 1960 se asiste a los momentos de mayor conflicto político entre los bloques formados por Estados Unidos y la Unión Soviética, en la llamada Guerra Fría, que surgió al término de la Segunda Guerra Mundial. Momentos de enorme tensión se produjeron a partir del derribo del avión espía estadounidense “U2” sobre territorio soviético, y durante la conocida como "Crisis de los misiles de 1962", que los analistas consideran puso al mundo al borde del inicio de una tercera guerra mundial. Dicho conflicto demostró que los intentos de Estados Unidos por detener el avance del comunismo no estaban siendo fructíferos, y además conllevó posteriormente al "tratado de convivencia pacífica" entre las dos potencias mundiales. Este comienzo de la década es representativo de un período que estaría caracterizado por las confrontaciones internacionales y las protestas de una ciudadanía cada vez más crítica con las acciones de sus gobernantes y la situación que se dibujaba en el mundo tras la recuperación económica de la posguerra: movimientos de protesta contra la guerra de Vietnam; contra la invasión de las tropas soviéticas en Checoslovaquía, en la Primavera de Praga; en Mayo del 68 contra el orden establecido, durante las revueltas estudiantiles y sindicales que se inician en Francia y se extienden rápidamente por otros países. Los efectos socioculturales de estos movimientos de protesta aún se sienten actualmente. También es una década en la que se producen gran cantidad de asesinatos políticos, siendo ejemplo de ello las muertes de John F. Kennedy, Malcolm X, Martin Luther King y Robert F. Kennedy. La "carrera espacial", mantuvo temporalmente en cabeza a la Unión Soviética, con notables éxitos como el de haber conseguido poner al primer ser humano en órbita: el cosmonauta Yuri Gagarin. Los Estados Unidos consiguen la mayor victoria de esa carrera al lograr colocar al primer ser humano sobre la superficie lunar en 1969. Esto se logró en gran medida gracias al impulso dado por el presidente John F. Kennedy, quien había sido asesinado en 1963 en oscuras circunstancias que sumieron al pueblo estadounidense en la más profunda crisis de identidad que ha conocido hasta ahora. En Europa se consolidan las reconciliación franco-alemana, sobre las que en gran medida se basaría la construcción de la Unión Europea (UE) que se había iniciado en la década anterior. Alemania se afianza como tercera potencia económica mundial detrás de Estados Unidos y Japón. Gran Bretaña, al igual que Francia, pierde prácticamente la totalidad de sus colonias, en un proceso que se inició una vez finalizada la Segunda Guerra Mundial y que se vio precipitado en gran medida tras la independencia de Libia. Puede considerarse la década de las ideologías. En Europa la juventud se alza en lo que posteriormente se conoció como el "Mayo Francés", en 1968. Los movimientos sociales adquieren cada vez mayor importancia en América Latina, particularmente en Chile, donde en 1970 un gobierno socialista llegaría al poder por la vía democrática. En Oriente Medio se había vivido una trascendental transformación, debido a la instauración del estado de Israel en 1948, el cual quedó enclavado en el centro neurálgico de esta región. Además, las ingentes reservas de petróleo descubiertas principalmente en los llamados países del Golfo, le dieron a esta región un peso sin precedentes en la economía del planeta. La China de Mao vivió en esta década la llamada "Revolución cultural", que supuso una transformación de la milenaria sociedad de este país. Mientras tanto, Japón continuó desarrollando su reputación de potencia tecnológica y los productos provenientes de este país empezaron a alcanzar prestigio en todo el mundo, impulsando la economía del país, mientras la sociedad era reestructurada radicalmente pero conservando sus raíces culturales.
- 1961: Construcción del muro de Berlín.
- 1961-1963: John F. Kennedy, presidente de los Estados Unidos.
- 1961: La Unión Soviética llega al espacio exterior con el cosmonauta Yuri Gagarin.
- 1961: Muere asesinado el dictador dominicano Rafael Leónidas Trujillo, poniendo fin a su gobierno de más de 30 años.
- 1962: La Crisis de los misiles de Cuba entre los Estados Unidos y la Unión Soviética puso al mundo al borde de una guerra nuclear.
- 1962: Nelson Mandela es encarcelado.
- 1962: Fallece Marilyn Monroe.
- 1963: Fallece Juan XXIII y es sucedido por Pablo VI (Giovanni Battista Montini).
- 1963: Marcha por los derechos cívicos de Martin Luther King en los Estados Unidos.
- 1963: Asesinato del presidente de los Estados Unidos, John F. Kennedy en Dallas.
- 1964: En todo el mundo se desata la beatlemanía (la banda británica de rock The Beatles, conformada por John Lennon, Paul McCartney, George Harrison y Ringo Starr)
- 1965: Mao emprende la Revolución Cultural en China.
- 1965: Muere asesinado, Malcolm X.
- 1967: En Bolivia, militares bolivianos asesinan al guerrillero argentino Che Guevara.
- 1968: Primavera de Praga.
- 1968: El Mayo del 68, la revuelta estudiantil en Francia.
- 1968: Asesinato de Martin Luther King.
- 1968: México: Movimiento de 1968.
- 1968: Masacre de Tlatelolco.
- 1969: Disturbios de Stonewall.
- 1969: Dimisión de De Gaulle, presidente de la República Francesa.
- 1969: El ser humano llega a la Luna.
- 1969: Se realiza el primer mensaje por ARPANET en Estados Unidos, el cual daría las bases de la comunicación e internet computacional.
- 1969-1974: Richard Nixon, presidente de los Estados Unidos.

### Años 1970

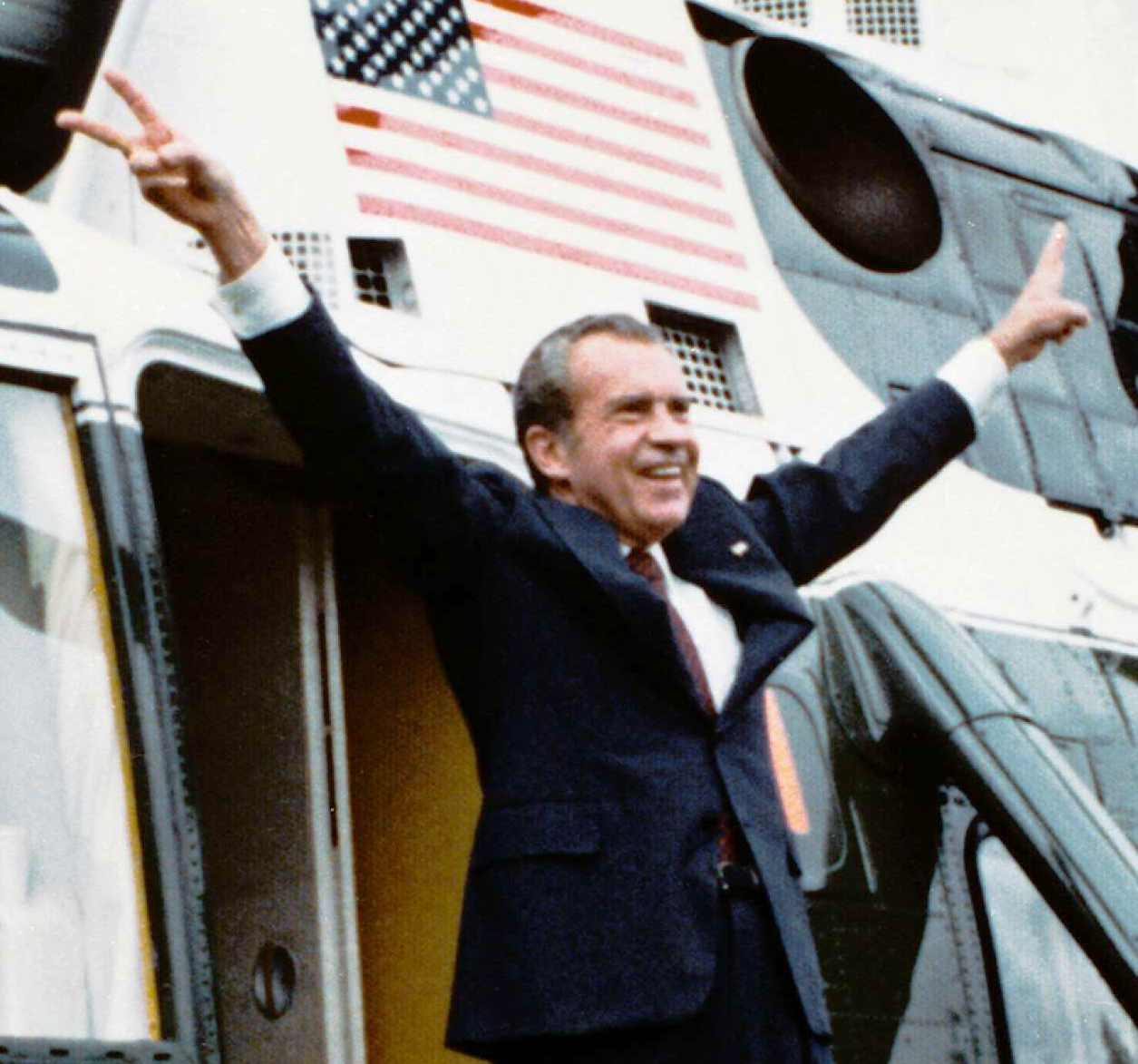
Nixon abandona la Casa Blanca.

El conflicto árabe-israelí y la etapa final de la guerra de Vietnam dominan la mayor parte de la vida política de los años 1970. El mercado del petróleo se ve sacudido por las disposiciones de la Organización de Países Exportadores de Petróleo que arrastra a los países industrializados a una crisis en el sector energético y por ende a toda la industria y la sociedad. Se da un bloqueo en el suministro del petróleo y ahora son las naciones productoras las que fijan los precios del combustible. Es también la década del auge del terrorismo, con grupos de extrema izquierda como el IRA, RAF, Brigadas Rojas, ETA, FLNC, Ejército Rojo Japonés, NEP, Yihad Islámica, Septiembre Negro o FPLP. Terroristas como Carlos el Chacal se hicieron muy famosos. Algunos gobiernos respondieron al terrorismo aplicando terrorismo de Estado. La Casa Blanca es escenario del escándalo Watergate que llevó a que el presidente Richard Nixon fuera el único presidente estadounidense en renunciar a su cargo en este siglo. Al mismo tiempo, el intervencionismo del gobierno de este país ayuda a instaurar dictaduras militares afectas a Washington en varios países de América Latina. En Asia finaliza la guerra de Vietnam con la retirada de Estados Unidos y en Camboya los jemeres rojos inician uno de los peores genocidios del siglo. El bloque comunista que la Unión de Repúblicas Socialistas Soviéticas logró conformar durante varias décadas, empieza a dar señales de desintegración y la potencia soviética se distancia de la China comunista, lo que trae consigo el debilitamiento de la influencia comunista en el mundo. En Europa a pesar de la crisis energética, los países occidentales de este continente logran igualar el nivel de vida de Estados Unidos de América y los países escandinavos consiguen el más alto equilibrio económico social del mundo. Las dictaduras del sur de Europa (Grecia, Portugal y España) desaparecen y dan lugar a regímenes democráticos. Varias guerras de esta década fueron breves: guerra indo-pakistaní de 1971, guerra de Yom Kipur, invasión turca de Chipre, guerra de Ogaden y guerra sino-vietnamita. En 1979 los fundamentalistas musulmanes toman el control de Irán bajo el liderazgo de Ayatolá Ruholá Jomeini, con lo que este país se retira de la influencia occidental y se encierra en el más radical de los estados basados en la Sharia (ley islámica). En el ámbito social, se popularizan enormemente los electrodomésticos como el microondas y otros dispositivos como el walkman, el microprocesador, el ordenador, la calculadora o la televisión en color. El auge de las drogas provoca graves daños sociales, especialmente el de la heroína, epidemia que se agravaría en la década siguiente.
- 1970-1973: Salvador Allende, presidente de Chile.
- 1970: Fallecimiento de los músicos; Jimi Hendrix, Janis Joplin y Agustín Lara; y de los políticos Lázaro Cárdenas del Río y Charles de Gaulle.
- 1970: Separación definitiva de la banda The Beatles.
- 1971: Matanza del Jueves de Corpus.
- 1971-...: Inicio de la Guerra contra las drogas en todo el mundo.
- 1971: Fallece el cantante Jim Morrison, fundador de la banda The Doors.
- 1971: Se crea la bolsa de valores NASDAQ.
- 1971: El general Idi Amin lídera un Golpe de Estado en Uganda contra el presidente Milton Obote.
- 1973: La Organización de Países Exportadores de Petróleo (OPEP) decide un aumento de los precios. Crisis del petróleo.
- 1973: Inauguración del World Trade Center en Nueva York.
- 1973: Las Fuerzas Armadas dan un golpe de Estado cívico-militar en Chile, imponiendo un régimen militar —1973-1990— en todo el país que se caracterizó por la violenta represión hacia personas de izquierda.
- 1974: Richard Nixon se convierte en el primer presidente de Estados Unidos en dimitir del cargo.
- 1974: Revolución de los Claveles. Portugal se une al club democrático mundial.
- 1975: Caída de Saigón y final de la guerra de Vietnam.
- 1975: Fallece Francisco Franco, Juan Carlos I, rey de España (1975-2014). En 1977, se celebraron en esa nación, las primeras elecciones democráticas desde 1936.
- 1976: Jorge Rafael Videla da el golpe de Estado cívico-militar que marcó el inicio de la dictadura cívico-militar en Argentina.
- 1977-1981: El demócrata Jimmy Carter, presidente de los Estados Unidos.
- 1977: Fallecen los famosos Elvis Presley, Bing Crosby y Charles Chaplin.
- 1978: Acuerdos de Camp David.
- 1978: Juan Pablo I sucede a Pablo VI como Papa.
- 1978: Tras un pontificado de solo 33 días, fallece Juan Pablo I. Será sucedido como Papa por Juan Pablo II, en octubre de ese mismo año.
- 1979: Proclamación de la República Islámica de Irán.
- 1979-1990: Margaret Thatcher se convierte en la primera mujer en ser primera ministra del Reino Unido.

### Años 1980

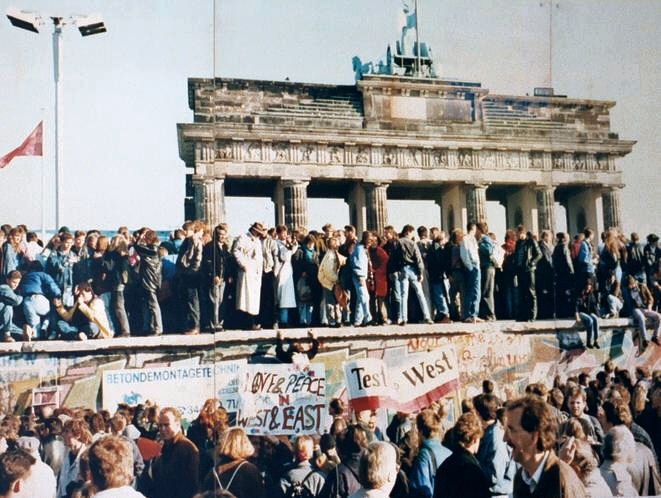
Caída del muro de Berlín.

El inicio de este decenio está marcado por el aumento de las tensiones de la Guerra Fría entre Estados Unidos y la Unión Soviética. La amenaza nuclear se hace más patente que nunca, por lo que a mediados de la década se produce un acercamiento entre los dos bloques, que se ve favorecido principalmente por las políticas conocidas en Occidente como Glásnost y Perestroika, del mandatario soviético Mijaíl Gorbachov. En el plano económico, el presidente de Estados Unidos, Ronald Reagan, presenta una serie de medidas económicas de libre mercado, popularmente conocidas como Reaganomics, que sientan las bases de la economía neoliberal de los años venideros. Por otra parte, las diferencias en el desarrollo entre los diferentes pueblos del mundo se evidencian con la hambruna que devasta a varios países de África. En Etiopía la situación se torna particularmente dramática debido a la sequía. Países asiáticos como Corea del Sur, Taiwán y Singapur así como la región de Hong Kong experimentan un rápido desarrollo industrial que no se detendría durante el resto del siglo. La existencia del sida se hace pública por primera vez en junio de 1981 y acabará presentándose ante el mundo como una epidemia de enormes proporciones. Chernóbil, localidad ucraniana al norte de Kiev, se convierte en el símbolo de la incapacidad del hombre para controlar el monstruo que ha creado: el riesgo continuo e inapelable de la técnica nuclear. La catástrofe nuclear contamina toda una región y provoca una lluvia radiactiva en amplias zonas de Europa. México vivió el peor terremoto de su historia, el Terremoto de México de 1985, con una magnitud de 8.1 grados en la Escala Richter que dejó unas 10,000 víctimas. En 1985 en Colombia se desató la Toma del Palacio de Justicia en Bogotá por parte del comando guerrillero M-19. También en Colombia se vivió la peor catástrofe en su historia ocasionado por el volcán del Nevado del Ruiz causando la Tragedia de Armero falleciendo más de 28.000 personas. Otro aspecto importante de esta década fueron las desapariciones forzadas en Latinoamérica que ya habían comenzado en la década anterior. Perú, que salía del Gobierno Revolucionario de las Fuerzas Armadas por 11 años y que retornaba a la democracia de forma dictatorial, se enfrenta a la organización terrorista maoísta Sendero Luminoso, que inicia su lucha armada en Ayacucho y que poco a poco fue incursionando en la capital. En 1983 Argentina vuelve a la democracia de forma insegura, después de que el año anterior fuera la guerra de las Malvinas y resultaran derrotados, y asume Raúl Alfonsín a la presidencia. En 1985 se condena en un Juicio a las Juntas a los represores militares de la dictadura, siendo Argentina el primer y único país de Latinoamérica en hacerlo. Tras 15 años de dictadura militar los chilenos vuelven a las urnas en 1988 para decidir la continuidad del general Augusto Pinochet en el gobierno. El plebiscito le fue adverso y la democracia vuelve de forma insegura en 1990. El terrorismo internacional que se venía presentando desde la década anterior se intensifica y los Estados Unidos bombardea la Libia de Muamar Gadafi, como represalia por ataques terroristas supuestamente patrocinados por ese país. En 1989 la URSS y el bloque soviético en general se encuentran más debilitados que nunca. En noviembre el muro de Berlín que encarnaba la división de dicha ciudad desde el fin de la Segunda Guerra Mundial, fue demolido por los propios berlineses, dando con ello el golpe de gracia a la era soviética y convirtiéndose en el símbolo de las revoluciones de 1989 en los países de Europa del este. En el ámbito cultural, esta década tiene muchos seguidores de su estilo de vida, como la moda, la música y exhibiciones televisivas y del séptimo arte, exclusivas, en la opinión de muchos admiradores, de este decenio. Los videojuegos se hacen cada vez más populares y comienza a extenderse como una nueva cultura.
- 1980: Muere asesinado el fundador de The Beatles, John Lennon, a manos de un fan.
- 1981: Fracasa el intento de golpe de Estado (23-F) en España por el teniente coronel Antonio Tejero.
- 1981: el Guernica regresa a España.
- 1981: El papa Juan Pablo II sufre un intento de asesinato.
- 1981-1989: Ronald Reagan, presidente de los Estados Unidos.
- 1982: El disco Thriller de Michael Jackson se convierte en el más vendido de la historia.
- 1982-1998: Helmut Kohl, canciller de la República Federal de Alemania.
- 1983: Creación de Internet como una red del Departamento de Defensa de Estados Unidos (ARPANET).
- 1983-1989: El radical Raúl Alfonsín, presidente de la República Argentina.
- 1985: El grupo musical Wham!, conformando por George Michael y Andrew Ridgeley, se convierte en el primer grupo musical occidental en dar un concierto en China, anticipándose a los Rolling Stones y Queen.
- 1985: Se da el concierto de Live Aid, que tuvo lugar en el Estadio de Wembley y en el J. F. Kennedy Stadium de Filadelfia. Reunió a varios exponentes de las décadas de los 60, 70, 80, y es considerado el mayor evento musical de la historia. Con la participación de Queen, Madonna, Elton John, Bob Dylan, Paul McCartney, Led Zeppelin, U2, David Bowie y Wham!.
- 1985: Sale al mercado la NES (Nintendo Entertnaiment System), primera consola de sobremesa de la compañía Nintendo vendida en América.
- 1985-1991: Mijaíl Gorbachov, secretario general del PCUS.
- 1986: España y Portugal se convierten en miembros de la CEE.
- 1989: El general Andrés Rodríguez Pedotti lídera un Golpe de Estado en Paraguay, derrocando al régimen Stronista.
- 1989: Represión y matanza en la plaza de Tian'anmen de Pekín (China).
- 1989: Cambios políticos en la Europa del Este: formación del gobiernos de entente nacional o de coalición en Polonia y en Checoslovaquia. Abolición del papel dirigente del Partido Comunista en Hungría, Polonia, República Democrática de Alemania (RDA) y Checoslovaquia.
- 1989: Cae el Muro de Berlín: Final de la Guerra Fría.
- 1989: Brutal ofensiva terrorista del cartel de Medellín en Colombia: Magnicidio del candidato presidencial, Luis Carlos Galán, asesinadas 107 personas en un atentado en un Boeing 727 de Avianca y les fue arrebatada la vida a 60 personas en un ataque terrorista al edificio del DAS en Bogotá.
- 1989-1993: George Bush, presidente de los Estados Unidos.

### Años 1990

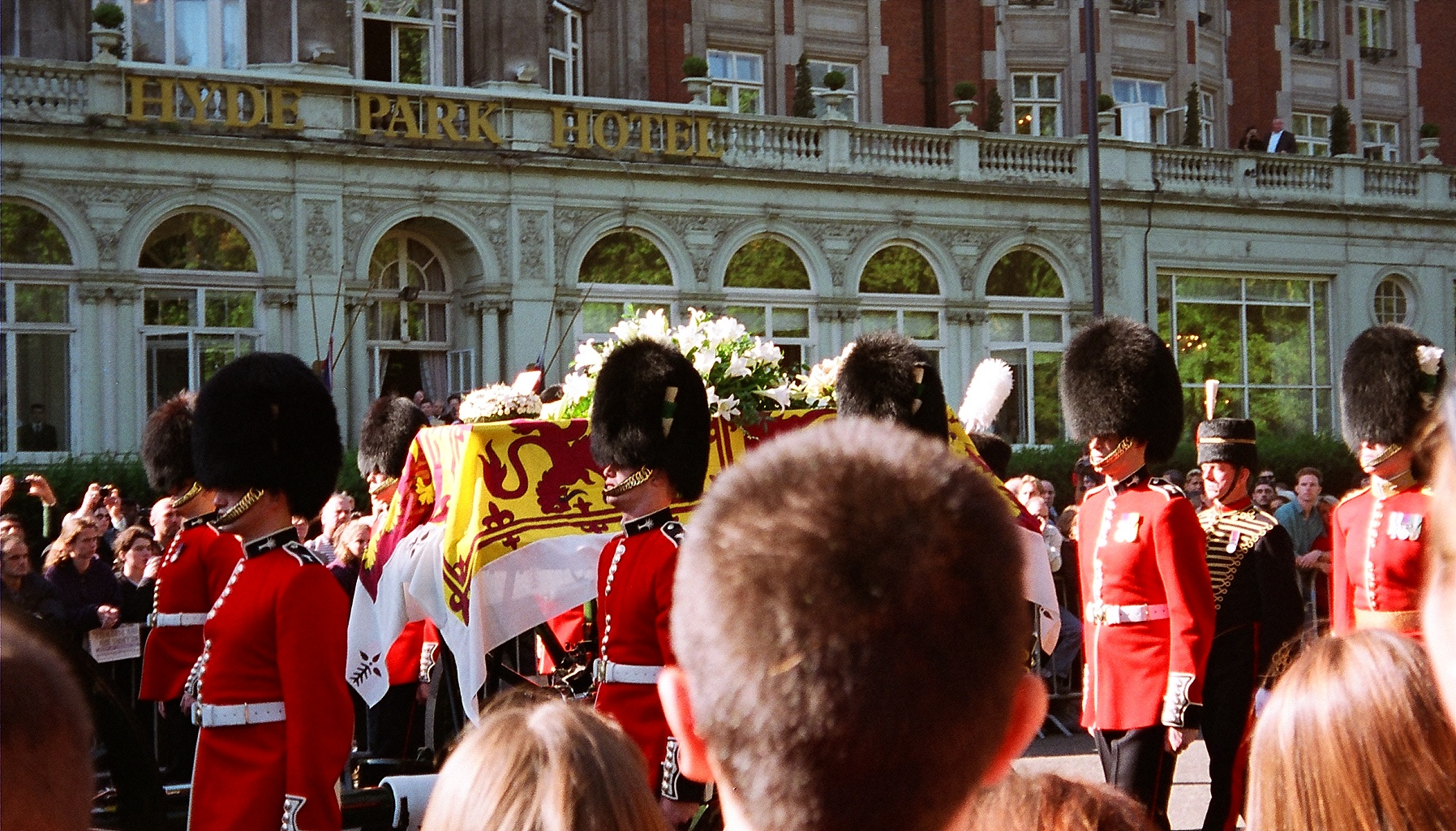
La muerte de Lady Di en 1997 se convirtió en un símbolo de la década.

La caída del muro de Berlín y el derrumbamiento de la Unión Soviética abrieron una época conocida como la Posguerra Fría. El colapso soviético liquidó la antigua política de bloques, nacida tras el final de la Segunda Guerra Mundial y dio paso a un nuevo cuadro internacional con los Estados Unidos como única superpotencia. Algunos hablaban del fin de la historia, en la que las democracias liberales han ganado al comunismo y finaliza la lucha de ideologías iniciada en el siglo xix. En Europa la década se inicia pocos meses después de la caída del muro de Berlín en 1989 y el fin de la Guerra Fría. Gran cantidad de los países del este europeos se encontraban en un doble proceso de transición: de dictadura a democracia, y de economía planificada a economía de mercado. Algunos países como Checoslovaquia, Yugoslavia y la propia URSS se desintegraron. En el caso yugoslavo se produjeron enfrentamientos violentos debido a los nacionalismos que provocaron las llamadas «guerras yugoslavas» durante toda la década. Otros países que estaban ligados económicamente a la URSS sufrieron una fuerte caída económica como Cuba, Corea del Norte o Finlandia. Por otro lado, se acelera la integración de la Unión Europea, con acuerdos como el Tratado de Maastricht o el Tratado de Ámsterdam. En Asia, China recupera la colonia británica de Hong Kong en 1997 y la portuguesa de Macao en 1999. La crisis financiera asiática iniciada en 1997 provocó el aumento de la pobreza generalizada en los países del Sudeste Asiático. En África la segunda guerra del Congo involucra a varios países africanos y provoca millones de muertos. En 1994 en Ruanda ocurrió el genocidio más sanguinario de la historia en proporción a su duración.Culturalmente, la década de 1990 se caracterizó por el auge del multiculturalismo y de los medios alternativos, que continuó en el siguiente siglo. Se produjo el auge de nuevas tecnologías, como la televisión por cable y de internet. En la TV aparecen los primeros realities televisivos. El fin de la década coincide con la explosión de la burbuja de las punto-com, que se infló entre los años 1997-2000 y estalló en el año 2000, llevando a la quiebra a numerosas empresas tecnológicas en los países más desarrollados.
- 1990: Asume al gobierno de la república de Chile el presidente Patricio Aylwin, marcando el retorno a la democracia en el país después de 17 años de dictadura militar.
- 1990: Reunificación de Alemania.
- 1991: Boris Yeltsin es proclamado presidente de Rusia. Fracasa un intento de golpe de Estado contra Gorbachov; se disuelve el COMECON y el pacto de Varsovia; dimisión de Gorbachov; final de la Unión Soviética; nacimiento de la CEI (Comunidad de Estados Independientes), que integran 15 nuevos Estados.
- 1991: Los doce Estados miembros de la Comunidad Económica Europea (CEE) firman el tratado de Maastricht y crean la Unión Europea.
- 1991: Final de la Guerra Fría.
- 1991: Fallece el cantante Freddie Mercury, debido al sida.
- 1992: El presidente de Perú, Alberto Fujimori ejecuta un auto golpe de Estado que dio comienzo a la dictadura fujimorista en Perú.
- 1992: Ataque terrorista a la Embajada de Israel en Argentina, dejando un saldo de 22 muertos.
- 1993: Acuerdo de paz israelí-palestino en Washington.
- 1993: El líder del Cartel de Medellín, Pablo Escobar, es dado de baja por el Bloque de búsqueda.
- 1993-2001: Bill Clinton, presidente de los Estados Unidos.
- 1994: Asesinato de Luis Donaldo Colosio candidato a la presidencia de México.
- 1994: Primeras elecciones multirraciales en Sudáfrica: en ellas es elegido presidente Nelson Mandela.
- 1994: Fallece el músico Kurt Cobain, cantante y guitarrista principal del grupo de Rock Nirvana.
- 1994: Asesinadas 85 personas en un ataque terrorista a la Asociación Mutual Israelita Argentina.
- 1995: Austria, Finlandia y Suecia ingresan en la Unión Europea.
- 1995: Entrada en vigor del Mercosur (Mercado Común de América del Sur).
- 1995: Asesinato de la cantante Selena, a manos de su representante.
- 1995: En Israel, es asesinado el primer ministro Isaac Rabin.
- 1997-2007: El laborista Tony Blair, primer ministro del Reino Unido.
- 1997: El Reino Unido devuelve Hong Kong a China.
- 1997: Nacimiento en España del movimiento «Espíritu de Ermua» tras el asesinato del concejal del PP en la localidad de Ermua, Miguel Ángel Blanco por la banda terrorista ETA.
- 1997: Conmoción mundial por el fallecimiento de Diana Spencer, princesa de Gales, tras sufrir un accidente de tránsito en París.
- 1998: Acuerdo de paz en Irlanda del Norte.
- 1999-2013: Hugo Chávez, presidente de Venezuela; poniendo fin a 40 años de gobiernos de socialdemócratas y socialcristianos.

### Año 2000

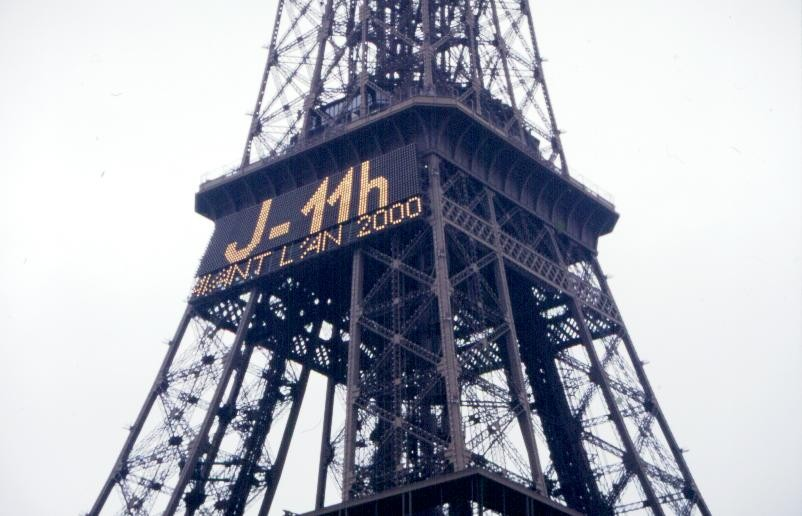
Fotografía de la Torre Eiffel

- 2000: Celebración de la mayor fiesta global de la historia por la entrada del III Milenio
- 2000: Panamá asume la soberanía del Canal.
- 2000-2008: Vladímir Putin, presidente de Rusia.
- 2000: Vicente Fox se convierte en presidente de México tras 71 años de dominio del Partido Revolucionario Institucional (PRI).
- 2000-2005: Segunda Intifada palestina contra Israel.
- 2000: Caída del régimen de Slobodan Milošević en Yugoslavia.
- 2000: Aprobado el Plan Colombia.

Principal referencia:

## Avances tecnológicos

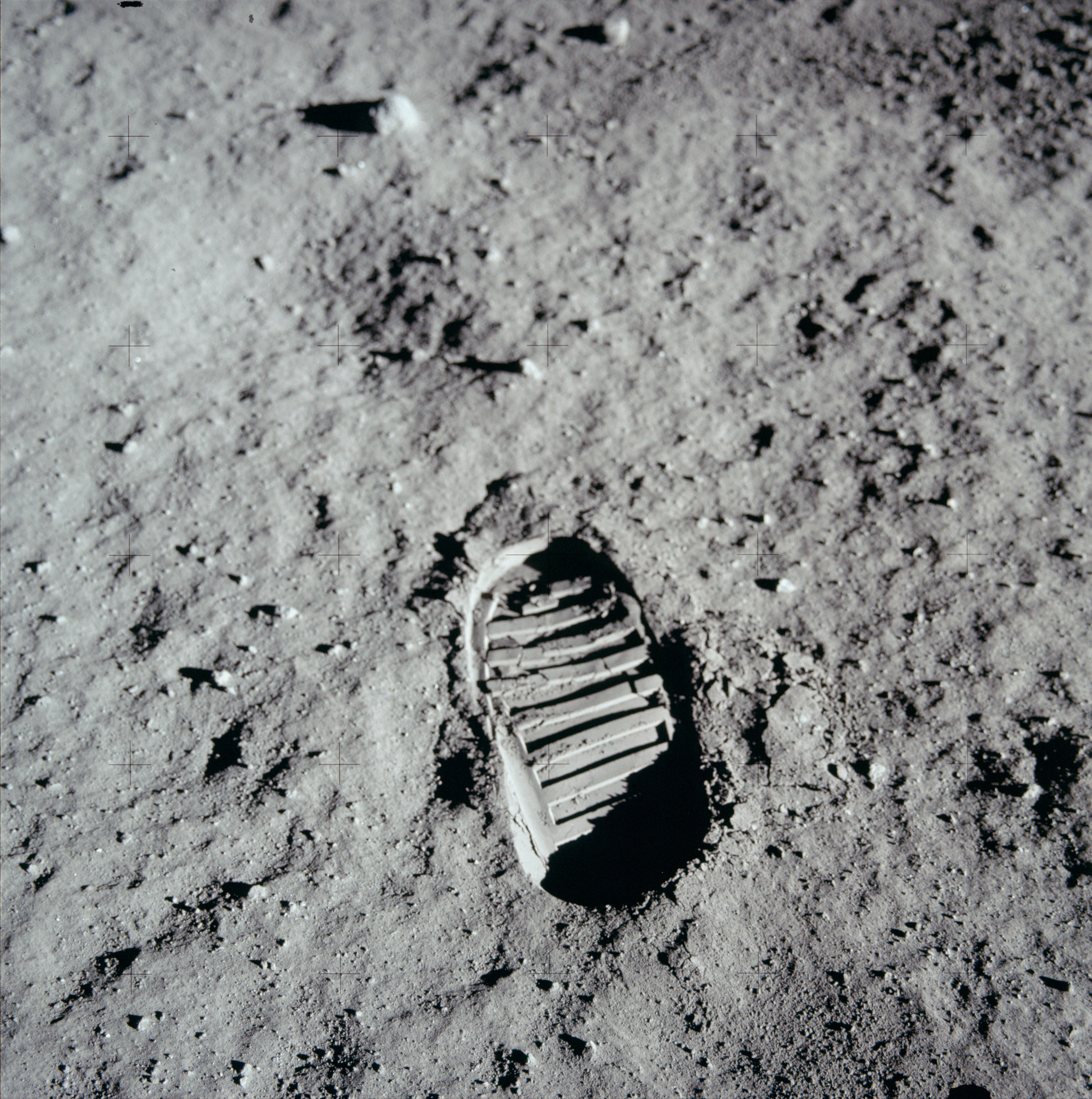
Huella del astronauta Buzz Aldrin en la Luna. Durante el dio comienzo la exploración espacial. En 1969 un humano pisó el primer cuerpo celeste aparte de la Tierra, la Luna.

La ciencia aplicada continuó el avance tecnológico que había iniciado el siglo anterior, acelerándolo y abriendo nuevos campos.
- Los electrodomésticos, como lavadoras, refrigeradores, calefacciones o aspiradoras se introdujeron en los hogares facilitando muchas tareas y aumentando la comodidad. La radio primero, y después, la televisión, se popularizaron como formas de entretenimiento.
- En 1903 se consiguió mantener en vuelo por primera vez una aeronave a motor, la Wright Flyer. Mucho más tarde, los aviones con motores a reacción posibilitaron la creación de líneas aéreas comerciales.
- La línea de montaje hizo viable la producción en cadena de automóviles. La combinación del automóvil, los barcos a motor y los viajes en avión permitieron una movilidad personal sin precedentes.
- Se inventó el tubo de triodo.
- Nuevos materiales, sobre todo acero inoxidable, silicona, teflón y plásticos como poliestireno, PVC, polietileno y nailon, se generalizaron en muchas aplicaciones. Estos materiales suelen tener enormes ganancias de rendimiento en resistencia, temperatura, resistencia química o propiedades mecánicas sobre las conocidas antes del siglo XX.
- El aluminio se convirtió en un metal económico y se convirtió en el segundo material más utilizado después del hierro.
- Se desarrollaron miles de productos químicos para procesamiento industrial y uso doméstico.
- Llegada de la electricidad a las ciudades.
- Creación y desarrollo de la electrónica: el teléfono, la radio, la televisión, el fax, el transistor, los circuitos integrados, el láser, las computadoras e Internet.
- Creación de las armas nucleares.
- Conquista del espacio: vuelo espacial y primer alunizaje humano en 1969.
- Agua corriente en un alto porcentaje de casas del primer mundo.
- Extensión del alcantarillado de las ciudades.
- Enunciación de la teoría de la relatividad y del modelo cosmológico del Big Bang.
- Desarrollo de la mecánica cuántica y de la física de partículas.
- Descubrimiento de los antibióticos, los anticonceptivos, el trasplante de órganos y avances en clonación.
- Descripción de la estructura química del ADN y desarrollo de la biología molecular.
- Creación y desarrollo de las videoconsolas (desde 1972).

## Desastres naturales

### 1900-1949
- 1906: Un terremoto de 7.9 sacudió la ciudad de San Francisco en el estado de California (Estados Unidos).
- 1923: Ocurre el Gran terremoto de Kantō en Japón.

### 1950-1999
- 1952: Un terremoto de 9.0 azotó la Península de Kamchatka en la Unión Soviética (Actual Rusia).
- 1957: Un terremoto en México destruye el Ángel de la Independencia.
- 1960: Ocurre el terremoto de Valdivia (Chile) de 9.5. Es el terremoto más fuerte de la historia desde que se tienen registros técnicos.
- 1964: Un fuerte terremoto de 9.2 sacudió el estado de Alaska, Estados Unidos, siendo el tercer terremoto más fuerte registrado en la historia.
- 1972: Un terremoto de 6.3 destruye por completo Managua, la capital de Nicaragua.
- 1976: Un devastador terremoto sacudió la ciudad de Tangshan en China, falleciendo 242,000 personas, siendo el segundo terremoto más mortífero en la historia de China.
- 1985: Terremoto de México.
- 1985: Una Erupción del Nevado del Ruiz en Colombia ocasionó el deslizamiento de Lava, Lodo, Nieve provocando el fallecimiento de más de 28.000 personas y la desaparición del 90% del pueblo de Armero.
- 1988: Un terremoto de 6.8 sacudió la RSS de Armenia en la Unión Soviética.
- 1996: Trágica riada en el campamento de Biescas (España).
- 1998: Huracán Mitch en Honduras.
- 1999: Un terremoto de 6.2 sacudió la ciudad de Armenia en Colombia.
- 1999: Un terremoto de 7.4 azotó la ciudad de İzmit en Turquía.
- 1999: Tragedia de Vargas en Venezuela: fallecen más de 20.000 personas.

## Desastres provocados por el ser humano

### 1900-1949
- 1912: Hundimiento del Titanic.
- 1945: Hiroshima y Nagasaki

### 1950-1999
- 1975: En México ocurre un choque de 2 trenes en la estación Viaducto de la Línea 2 del Metro de la Ciudad de México.
- 1977: Mueren 583 personas en una colisión entre dos aviones en el Aeropuerto de Los Rodeos en Tenerife (España), considerada como la mayor catástrofe aérea de la Historia de la aviación.
- 1978: Accidente de Los Alfaques.
- 1985: Tragedia en el estadio de Heysel (Bruselas).
- 1986: Accidente núclear de Chernóbil, Ucrania.
- 1994: Hundimiento del ferry Estonia.
- 1995: Derrumbe de un centro comercial en Corea del Sur.
- 1996: Catástrofe aérea del vuelo 800 de TWA.
- 1999: Masacre del Instituto Columbine en Colorado, Estados Unidos. Donde 2 estudiantes asesinan a 12 estudiantes y un profesor, para luego quitarse la vida ellos mismos
- 1999: Hundimiento del petrolero Erika en Francia.

## Deportes

#### Copa Mundial de la FIFA
- 1930: Mundial de Uruguay
  - Selección campeona:
- 1934: Mundial de Italia
  - Selección campeona:
- 1938: Mundial de Francia
  - Selección campeona:
- Copa Mundial de fútbol de 1942 y 1946: Canceladas debido a la Segunda Guerra Mundial.
- 1950: Mundial de Brasil
  - Selección campeona:
- 1954: Mundial de Suiza
  - Selección campeona:
- 1958: Mundial de Suecia
  - Selección campeona:
- 1962: Mundial de Chile
  - Selección campeona:
- 1966: Mundial de Inglaterra
  - Selección campeona:
- 1970: Mundial de México
  - Selección campeona:
- 1974: Mundial de Alemania Federal
  - Selección campeona:
- 1978: Mundial de Argentina
  - Selección campeona:
- 1982: Mundial de España
  - Selección campeona:
- 1986: Mundial de México
  - Selección campeona:
- 1990: Mundial de Italia
  - Selección campeona:
- 1994: Mundial de Estados Unidos
  - Selección campeona:
- 1998: Mundial de Francia
  - Selección campeona:

#### Copa Mundial de la FIFA femenina
- 1991: Mundial de China
  - Selección campeona:
- 1995: Mundial de Suecia
  - Selección campeona:
- 1999: Mundial de Estados Unidos
  - Selección campeona:

#### Juegos Olímpicos
- 1900: Celebración de la II edición de los Juegos Olímpicos en París .
- 1904: Celebración de la III edición de los Juegos Olímpicos en San Luis .
- 1908: Celebración de la IV edición de los Juegos Olímpicos en Londres .
- 1912: Celebración de la V edición de los Juegos Olímpicos en Estocolmo .
- Juegos Olímpicos de 1916: Cancelados debido a la Primera Guerra Mundial
- 1920: Celebración de la VII edición de los Juegos Olímpicos en Amberes .
- 1924: Celebración de la VIII edición de los Juegos Olímpicos en París .
- 1928: Celebración de la IX edición de los Juegos Olímpicos en Ámsterdam .
- 1932: Celebración de la X edición de los Juegos Olímpicos en Los Ángeles .
- 1936: Celebración de la XI edición de los Juegos Olímpicos en Berlín .
- Juegos Olímpicos de 1940 y 1944: Cancelados debido a la Segunda Guerra Mundial.
- 1948: Celebración de la XIV edición de los Juegos Olímpicos en Londres .
- 1952: Celebración de la XV edición de los Juegos Olímpicos en Helsinki .
- 1956: Celebración de la XVI edición de los Juegos Olímpicos en Melbourne .
- 1960: Celebración de la XVII edición de los Juegos Olímpicos y de la I edición de los Juegos Paralímpicos en Roma .
- 1964: Celebración de la XVIII edición de los Juegos Olímpicos y de la II edición de los Juegos Paralímpicos en Tokio .
- 1968: Celebración de la XIX edición de los Juegos Olímpicos en la Ciudad de México  y de la III edición de los Juegos Paralímpicos en Tel Aviv .
- 1972: Celebración de la XX edición de los Juegos Olímpicos en Múnich y de la IV edición de los Juegos Paralímpicos en Heidelberg .
- 1976: Celebración de la XXI edición de los Juegos Olímpicos en Montreal y de la V edición de los Juegos Paralímpicos en Toronto .
- 1980: Celebración de la XXII edición de los Juegos Olímpicos en Moscú  y de la VI edición de los Juegos Paralímpicos en Arnhem .
- 1984: Celebración de la XXIII edición de los Juegos Olímpicos en Los Ángeles  y de la VII edición de los Juegos Paralímpicos en Nueva York  y Stoke Mandeville .
- 1988: Celebración de la XXIV edición de los Juegos Olímpicos y de la VIII edición de los Juegos Paralímpicos en Seúl .
- 1992: Celebración de la XXV edición de los Juegos Olímpicos y de la IX edición de los Juegos Paralímpicos en Barcelona .
- 1996: Celebración de la XXVI edición de los Juegos Olímpicos y de la X edicón de los Juegos Paralímpicos en Atlanta .

#### Campeonato Sudamericano (Renombrado a Copa América en el año 1975)
- 1916: Campeonato Sudamericano de Argentina
  - Selección campeona:
- 1917: Campeonato Sudamericano de Uruguay
  - Selección campeona:
- 1919: Campeonato Sudamericano de Brasil
  - Selección campeona:
- 1920: Campeonato Sudamericano de Chile
  - Selección campeona:
- 1921: Campeonato Sudamericano de Argentina
  - Selección campeona:
- 1922: Campeonato Sudamericano de Brasil
  - Selección campeona:
- 1923: Campeonato Sudamericano de Uruguay
  - Selección campeona:
- 1924: Campeonato Sudamericano de Uruguay
  - Selección campeona:
- 1925: Campeonato Sudamericano de Argentina
  - Selección campeona:
- 1926: Campeonato Sudamericano de Chile
  - Selección campeona:
- 1927: Campeonato Sudamericano de Perú
  - Selección campeona:
- 1929: Campeonato Sudamericano de Argentina
  - Selección campeona:
- 1935: Campeonato Sudamericano de Perú
  - Selección campeona:
- 1937: Campeonato Sudamericano de Argentina
  - Selección campeona:
- 1939: Campeonato Sudamericano de Perú
  - Selección campeona:
- 1941: Campeonato Sudamericano de Chile
  - Selección campeona:
- 1942: Campeonato Sudamericano de Uruguay
  - Selección campeona:
- 1945: Campeonato Sudamericano de Chile
  - Selección campeona:
- 1946: Campeonato Sudamericano de Argentina
  - Selección campeona:
- 1947: Campeonato Sudamericano de Ecuador
  - Selección campeona:
- 1949: Campeonato Sudamericano de Brasil
  - Selección campeona:
- 1953: Campeonato Sudamericano de Perú
  - Selección campeona:
- 1955: Campeonato Sudamericano de Chile
  - Selección campeona:
- 1956: Campeonato Sudamericano de Uruguay
  - Selección campeona:
- 1957: Campeonato Sudamericano de Perú
  - Selección campeona:
- 1959: Campeonato Sudamericano de Argentina. Selección campeona:  y Campeonato Sudamericano de Ecuador. Selección campeona:
- 1963: Campeonato Sudamericano de Bolivia
  - Selección campeona:
- 1967: Campeonato Sudamericano de Uruguay
  - Selección campeona:
- 1975: Copa América de América del Sur
  - Selección campeona:
- 1979: Copa América de América del Sur
  - Selección campeona:
- 1983: Copa América de América del Sur
  - Selección campeona:
- 1987: Copa América de Argentina
  - Selección campeona:
- 1989: Copa América de Brasil
  - Selección campeona:
- 1991: Copa América de Chile
  - Selección campeona:
- 1993: Copa América de Ecuador
  - Selección campeona:
- 1995: Copa América de Uruguay
  - Selección campeona:
- 1997: Copa América de Bolivia
  - Selección campeona:
- 1999: Copa América de Paraguay
  - Selección campeona:

#### Eurocopa
- 1960: Eurocopa de Francia
  - Selección campeona:
- 1964: Eurocopa de España
  - Selección campeona:
- 1968: Eurocopa de Italia
  - Selección campeona:
- 1972: Eurocopa de Bélgica
  - Selección campeona:
- 1976: Eurocopa de Yugoslavia
  - Selección campeona:
- 1980: Eurocopa de Italia
  - Selección campeona:
- 1984: Eurocopa de Francia
  - Selección campeona:
- 1988: Eurocopa de Alemania Federal
  - Selección campeona:
- 1992: Eurocopa de Suecia
  - Selección campeona:
- 1996: Eurocopa de Inglaterra
  - Selección campeona:

#### Copa Oro de América
- 1991: Copa Oro de Estados Unidos
  - Selección campeona:
- 1993: Copa Oro de México y Estados Unidos
  - Selección campeona:
- 1996: Copa Oro de Estados Unidos
  - Selección campeona:
- 1998: Copa Oro de Estados Unidos
  - Selección campeona:

#### Juegos Olímpicos de Invierno
- 1924: Celebración de la I edición de los Juegos Olímpicos de Invierno en Chamonix .
- 1928: Celebración de la II edición de los Juegos Olímpicos de Invierno en Sankt-Moritz .
- 1932: Celebración de la III edición de los Juegos Olímpicos de Invierno en Lake Placid .
- 1936: Celebración de la IV edición de los Juegos Olímpicos de Invierno en Garmisch-Partenkirchen .
- Juegos Olímpicos de Invierno de 1940 y 1944: Cancelados debido a la Segunda Guerra Mundial.
- 1948: Celebración de la V edición de los Juegos Olímpicos de Invierno en Sankt-Moritz .
- 1952: Celebración de la VI edición de los Juegos Olímpicos de Invierno en Oslo .
- 1956: Celebración de la VII edición de los Juegos Olímpicos de Invierno en Cortina d'Ampezzo .
- 1960: Celebración de la VIII edición de los Juegos Olímpicos de Invierno en Squaw Valley .
- 1964: Celebración de la IX edición de los Juegos Olímpicos de Invierno en Innsbruck .
- 1968: Celebración de la X edición de los Juegos Olímpicos de Invierno en Grenoble .
- 1972: Celebración de la XI edición de los Juegos Olímpicos de Invierno en Sapporo .
- 1976: Celebración de la XII edición de los Juegos Olímpicos de Invierno en Innsbruck  y de la I edición de los Juegos Paralímpicos de Invierno en Örnsköldsvik .
- 1980: Celebración de la XIII edición de los Juegos Olímpicos de Invierno en Lake Placid  y de la II edición de los Juegos Paralímpicos de Invierno en Geilo .
- 1984: Celebración de la XIV edición de los Juegos Olímpicos de Invierno en Sarajevo  y de la III edición de los Juegos Paralímpicos de Invierno en Innsbruck .
- 1988: Celebración de la XV edición de los Juegos Olímpicos de Invierno en Calgary  y de la IV edición de los Juegos Paralímpicos de Invierno en Innsbruck .
- 1992: Celebración de la XVI edición de los Juegos Olímpicos de Invierno y de la V edición de los Juegos Paralímpicos de Invierno en Albertville .
- 1994: Celebración de la XVII edición de los Juegos Olímpicos de Invierno y de la VI edición de los Juegos Paralímpicos de Invierno en Lillehammer .
- 1998: Celebración de la XVIII edición de los Juegos Olímpicos de Invierno y de la VII edición de los Juegos Paralímpicos de Invierno en Nagano .

## Cultura
- Se desarrollan nuevas escuelas del cubismo, el surrealismo y el expresionismo.
- El cine se convierte en un medio masivo y en una gran industria. Sus influjos alcanzan la moda y la música.
- El jazz alcanza su apogeo entre 1920 y 1960.
- El rock and roll surge como estilo musical y alcanza un gran desarrollo desde mediados de siglo.
- El racionalismo arquitectónico surge como escuela propia.
- El ''boom'' latinoamericano de la literatura, con estilos propios tales como el realismo mágico.
- Nace en la segunda mitad del siglo la industria de los videojuegos, convirtiéndose de la mano de empresas como Nintendo, Sega, Atari y Sony, en un mercado que se desarrolló rápidamente y que ya en 1998 valía miles de millones de dólares.

## Problemas ambientales
- Deforestación
- Desertización
- Extinción masiva del Holoceno
- Contaminación
- Agujero de la capa de ozono
- Calentamiento global

## Personas delsigloXX
- Categoría:Personas del siglo xx

## Empresas fundadas en elsigloXX
- Ford Motor Company
- Honda
- General Motors
- Sony
- Metro-Goldwyn-Mayer
- The Walt Disney Company
- 20th Century Fox
- SEGA
- Telcel
- Walmart
- Columbia Pictures
- Messerschmitt
- Supermarine Aviation Works

## Inventos, descubrimientos, hallazgos
- Arma nuclear
- Avión
- Aviación comercial
- Motor de reacción
- Ácido desoxirribonucleico
- Energía nuclear
- Tarjeta de crédito
- Electrónica
- Computadora
- Gen
- Televisión
- Transistor
- Informática
- Vuelo espacial tripulado
- Comunicaciones por satélite
- Videojuego
- Telefonía móvil
- Internet
- Fotografía digital
- Penicilina